# The Curtain Pole
The Curtain Pole é um filme mudo estadunidense de curta metragem, do genêro comédia, lançado em 1909 e dirigido por D. W. Griffith. Ainda existe uma cópia do filme.

## Elenco
- Mack Sennett .... Sr. Dupont
- Harry Solter .... Sr. Edwards
- Florence Lawrence .... Sra. Edwards
- Linda Arvidson ... Planejadora da festa / Mulher na rua
- Clara T. Bracy
- George Gebhardt ... Homem com a cartolha
- Arthur V. Johnson ... Homem no bar / Vendedor de vegetais / Convidado da festa
- Jeanie Macpherson ... Planejadora da festa / Enfermeira com o carrinho de bebê